# Мерилин Кей
Мерилин Кей (на английски: Marilyn Kaye) е американска писателка на бестселъри в жанра детска и юношеска литература, и научна фантастика. Писала е под псевдонима Шанън Блеър (Shannon Blair).

## Биография и творчество
Мерилин Кей е родена на 19 юни 1949 г. в Ню Бритен, Кънектикът, САЩ. Израства в Атланта, Джорджия, в Монтгомъри, Алабама, и в Ан Арбър, Мичиган. Като дете има различни амбиции, но винаги е искала да бъде писател.
Получава бакалавърска степен по английски език, а после и магистърска степен по библиотекознание в Университет Емори. Получава докторска степен по философия от Университета на Чикаго с дисертация на тема „Природата на дидактизма като свързана с романтика и сексуалността в юношеските романи, 1965 – 1978 г.“.
След дипломирането си повече от двадесет години преподава детска литература в Университета „Сейнт Джон“ в Ню Йорк.
Започва да публикува произведенията си през 1984 г. в съвместната поредица „Сладки мечти“ под псевдонима Шанън Блеър. От 1985 г. пише под собственото си име.
Много от произведенията ѝ са в списъците на бестселърите, едни от които са поредиците ѝ „Клонинг“ и „Дарба“.
Мерилин Кей живее със семейството си в Париж, Франция.

## Произведения

### Като Мерилин Кей
частична библиография

#### Самостоятелни романи
- Will You Cross Me? (1985)
- The Best Baby-Sitter in the World (1987)
- Gonzo the Great (1989)
- A Friend Like Phoebe (1989)
- Attitude (1990)
- The Real Tooth Fairy (1990)
- Atonement of Mindy Wise (1991)
- Day with No Math (1992)
- Real Heroes (1993)
- Mindy Wise (1993)
- Dream Lover (1995)
- Access Romance (1997)
- Control and Escape (1997)
- Penelope (2007)
- Demon Chick (2009)

#### Серия „Направо неземно“ (Out of This World)
1. Max on Earth (1986)
2. Max in Love (1986)
3. Max on Fire (1986)
4. Max Flips Out (1986)
5. Max Goes Bad (1987)
6. Max All Over (1989)

#### Серия „Къмпинг Приятели на Сънисайд“ (Camp Sunnyside Friends)
1. No Boys Allowed (1989)
2. Cabin Six Plays Cupid (1991)
3. Color War (1989)
4. New Girl in Cabin Six (1989)
5. Looking for Trouble (1990)
6. Katie Steals the Show (1990)
7. Witch in Cabin 6 (1990)
8. Too Many Counselors (1990)
9. The New and Improved Sarah (1990)
10. Erin and the Movie Star (1991)
11. The Problem With Parents (1991)
12. Tennis Trap (1991)
13. Big Sister Blues (1991)
14. Megan's Ghost (1991)
15. Christmas Break (1991)
16. Happily Ever After (1992)
17. Camp Spaghetti (1992)
18. Balancing Act (1992)

#### Серия „Клонинг“ (Replica)
1. Amy, Number Seven (1998)
2. Pursuing Amy (1998)
3. Another Amy (1998)
4. Perfect Girls (1999)
5. Secret Clique (1999)
6. And the Two Shall Meet (1999)
7. The Best of the Best (1999)
8. Mystery Mother (1999)
9. The Fever (1999)
10. Ice Cold (2000)
11. Lucky Thirteen (2000)
12. In Search of Andy (2000)
13. The Substitute (2000)
14. The Beginning (2000)
15. Transformation (2000)
16. Happy Birthday, Dear Amy (2001)
17. Missing Pieces (2001)
18. Return of the Perfect Girls (2001)
19. Dreamcrusher (2001)
20. Like Father Like Son (2001)
21. Virtual Amy (2001)
22. All About Andy (2002)
23. War of the Clones (2002)
24. Amy, on Her Own (2002)

#### Серия „Дарба“ (Gifted)
1. Out of Sight, Out of Mind (2009)
Далеч от очите, далеч от ума, изд.: ИК „Ибис“, София (2010), прев. София Русенова
2. Better Late Than Never (2009)
По-добре късно, отколкото никога, изд.: ИК „Ибис“, София (2010), прев. София Русенова
3. Here Today, Gone Tomorrow (2009)
Днес го имаш, утре го губиш, изд.: ИК „Ибис“, София (2011), прев. Мария Бенчева
4. Finders Keepers (2010)
5. Now You See Me (2010)
6. Speak No Evil (2010)

#### Серия „Билет за любов“ (Ticket to Love)
1. Ticket to Love (2012)
2. White Lies and Tiaras (2012)

#### Серия „Блясък“ (Gloss)
1. Gloss (2013)
2. Summer Scandal (2014)

#### Участие в общи серии с други писатели

##### Серия „Романтични промени“ (Changes Romance)
4. Runaway (1992)
Бягството, изд. „Светулка 44“ (1996), прев. Елица Вълева
8. Choose Me (1992)
от серията има още 7 романа от различни автори

#### Документалистика
- Films, Young People, and Libraries (1984)
- Celebrating Children's Books: Essays on Children's Literature in Honor of Zena Sutherland (1986) – с Бетси Хърн

### Като Шанън Блеър

#### Серия „Сладки мечти“ (Sweet Dreams)
69. Call Me Beautiful (1984)
79. Star Struck (1985)
88. Wrong Kind of Boy (1985)
92. Kiss and Tell (1985)